# Santa Isabel de la Pedrera

Santa Isabel de la Pedrera ou Santa Isabel est une localité balnéaire uruguayenne située dans le département de Rocha.

## Localisation
Elle se situe au sud du département de Rocha, sur les côtes de l'océan Atlantique au nord-est de La Paloma. Accessible par la route 10 (kilomètre 232), Santa Isabel de la Pedrera est bordée au sud par la localité de Punta Rubia y Santa Isabel et au nord par celle de Tajamares de la Pedrera.

## Population
D'après le recensement de 2011, la localité compte 94 habitants.

## Source
- (es) Cet article est partiellement ou en totalité issu de l’article de Wikipédia en espagnol intitulé « Santa Isabel de la Pedrera » (voir la liste des auteurs).